# Acrepidopterum acutum
Acrepidopterum acutum là một loài bọ cánh cứng trong họ Cerambycidae.